# 掘喙龙属
掘喙龙属（学名：Oryctorhynchus）为喙头龙科的一个属。

## 下属物种
本属包括以下物种：
- Oryctorhynchus bairdi Sues, Fitch & Whatley, 2020[2]